# Trehörningen (Pelarne socken, Småland)
Trehörningen är en sjö i Hultsfreds kommun och Vimmerby kommun i Småland och ingår i Motala ströms huvudavrinningsområde. Sjön är 12,7 meter djup, har en yta på 0,192 kvadratkilometer och befinner sig 183,4 meter över havet.

## Delavrinningsområde
Trehörningen ingår i det delavrinningsområde (638542-149732) som SMHI kallar för Utloppet av Storebro Damm. Medelhöjden är 171 meter över havet och ytan är 22,94 kvadratkilometer. Räknas de 20 avrinningsområdena uppströms in blir den ackumulerade arean 416,21 kvadratkilometer. Stångån som avvattnar avrinningsområdet har biflödesordning 2, vilket innebär att vattnet flödar genom totalt 2 vattendrag innan det når havet efter 213 kilometer. Avrinningsområdet består mestadels av skog (71 %) och jordbruk (16 %). Avrinningsområdet har 0,98 kvadratkilometer vattenytor vilket ger det en sjöprocent på 4,3 %. Bebyggelsen i området täcker en yta av 0,45 kvadratkilometer eller 2 % av avrinningsområdet.